# Associació Internacional de Bàrmans
L'Associació Internacional de Bàrmans (IBA-International Bartenders' Association), és una organització fundada el 24 de febrer de 1951 al saló del Grand Hotel a Torquay que representa els millors bàrmans del món.
L'IBA organitza anualment el Concurs Mundial de Cocteleria (WCC) i la World Flairtending Competition (WFC). A més presenta una llista dels còctels oficials. Aquests esdeveniments tenen lloc en emplaçaments diferents. El 6 i el 7 d'octubre de 2006, van tenir lloc la 32a WCC i la 7a WFC a l'hotel Meliton Porto Carras de la península Calcídica, i el 2023 a Roma. Els Còctels IBA es mesuren en centilitres (cL) en comptes de mil·lilitres (mL), mesura emprada generalment.

## Llista IBA de còctels
Des del 1961 l'IBA publica una llista actualitzada regularment amb els còctels considerats oficials per l'Associació.